# Tongschroef
Een tongschroef is een martelwerktuig dat bedoeld is om het slachtoffer het spreken te beletten.
De tongschroef werd onder andere ingezet bij de terechtstelling van doopsgezinden, om te voorkomen dat die vanaf de brandstapel hun boodschap zouden verkondigen.